# Manneville-sur-Risle
Manneville-sur-Risle település Franciaországban, Eure megyében. Lakosainak száma 1436 fő (2022. január 1.). Manneville-sur-Risle Corneville-sur-Risle, Le Perrey és Pont-Audemer községekkel határos.

## Népesség
A település népességének változása:
| Lakosok száma | 970  | 1019 | 1009 | 1261 | 1507 | 1526 | 1531 | 1497 | 1479 | 1436 |
|               | 1968 | 1982 | 1990 | 2006 | 2013 | 2015 | 2017 | 2019 | 2020 | 2022 |